# Aufkirchen (Berg)
Aufkirchen est un village faisant partie de la municipalité de Berg, dans l'arrondissement de Starnberg en Haute-Bavière (Allemagne).
Aufkirchen est l'un des quatorze quartiers de Berg.

## Géographie
Aufkirchen, situé sur le lac de Starnberg, est un village paroissial (de) (Pfarrdorf).

## Histoire
Aufkirchen fait partie de de Berg depuis 1818 et y a été incorporé en même temps que Leoni (de).